# Józef Kalisz (polityk)

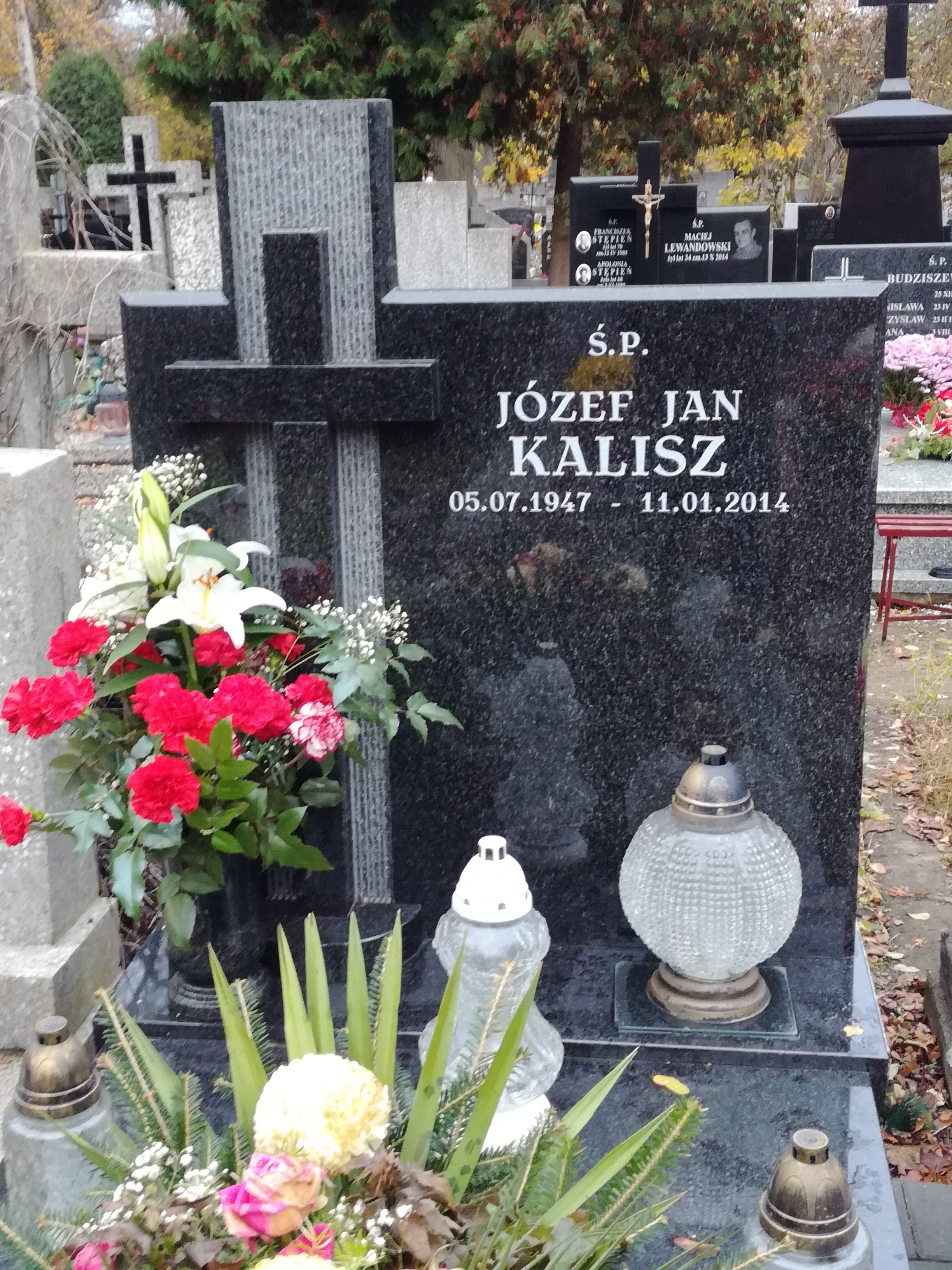
Grób Józefa Kalisza na cmentarzu Bródnowskim

Józef Jan Kalisz (ur. 5 lipca 1947 w Baczkowie, zm. 11 stycznia 2014 w Warszawie) – polski polityk, urzędnik państwowy i geodeta, poseł na Sejm II kadencji.

## Życiorys
Syn Jana i Heleny. W 1970 ukończył studia na Wydziale Melioracji Wodnych Wyższej Szkoły Rolniczej w Krakowie. Pracował jako geodeta. W latach 1993–1997 pełnił funkcję posła II kadencji wybranego w okręgu tarnowskim z listy Polskiego Stronnictwa Ludowego. Był sekretarzem stanu w Ministerstwie Spraw Wewnętrznych, a od listopada 1996 do stycznia 1997 głównym geodetą kraju.
W wyborach parlamentarnych w 1997 bez powodzenia ubiegał się o reelekcję. Został zatrudniony w Najwyższej Izbie Kontroli. Zajmował stanowisko dyrektora delegatury NIK w Warszawie, później został doradcą prezesa Izby. Odznaczony Krzyżem Kawalerskim Orderu Odrodzenia Polski (1999).
Został pochowany na cmentarzu Bródnowskim w Warszawie (kwatera 24B-3-11).